# Danh sách đĩa nhạc của Paramore
Danh sách đĩa nhạc của Paramore, ban nhạc alternative rock người Mỹ, bao gồm 4 album phòng thu, 3 đĩa mở rộng, 2 album trực tiếp, 16 đĩa đơn, 1 album video và 15 video âm nhạc. Ban nhạc được thành lập tại Franklin, Tennessee vào năm 2004 bởi giọng ca chính Hayley Williams cùng với tay bass Jeremy Davis, tay guitar Josh Farro, tay trống Zac Farro và tay guitar Taylor York. Năm 2005, Paramore ký hợp đồng với hãng ghi âm có trụ sở tại Thành phố New York, Fueled by Ramen, và ra mắt album phòng thu đầu tay có tên All We Know Is Falling. Có ba đĩa đơn được phát hành từ album, tuy nhiên không một đĩa đơn nào trong số đó lọt được vào bảng xếp hạng. Album cũng không xuất hiện trên bảng xếp hạng Billboard 200, mặc dù nó đạt được vị trí thứ 30 trên bảng xếp hạng Billboard Top Heatseekers. All We Know Is Falling ngoài ra cũng được chứng nhận một đĩa Vàng tại Anh.
Bước đột phá của Paramore là khi ban nhạc tung ra album Riot! vào năm 2007. Sau khi được phát hành vào tháng 6, album đạt vị trí 15 trên bảng xếp hạng album Billboard 200 và nhận được chứng nhận tại nhiều quốc gia trên khắp thế giới, trong đó có một đĩa Bạch kim tại Mỹ. Đĩa đơn đầu tiên, "Misery Business", trở thành đĩa đơn đầu tiên của họ được xếp hạng trên bảng xếp hạng Billboard Hot 100 và được chứng nhận đĩa Bạch kim. Paramore cũng đóng góp cho album nhạc phim Twilight năm 2008 với việc thu âm hai bài hát, trong đó có đĩa đơn "Decode".
Năm 2009, ban nhạc phát hành album phòng thu thứ ba của họ, Brand New Eyes, ra mắt tại vị trí á quân và cũng là vị trí cao nhất của album tại Mỹ, ngoài ra album cũng đạt được vị trí quán quân tại một số quốc gia khác, trong đó có Úc và Anh. Album đã xuất ra năm đĩa đơn, bao gồm đĩa đơn đầu tiên "Ignorance" và bản acoustic "The Only Exception", đồng thời nhận được chứng nhận Vàng hay Bạch kim ở một số quốc gia.

## Album

### Album phòng thu
| Tên                                                                           | Chi tiết                                                                                          | Vị trí xếp hạng cao nhất | Vị trí xếp hạng cao nhất | Vị trí xếp hạng cao nhất | Vị trí xếp hạng cao nhất | Vị trí xếp hạng cao nhất | Vị trí xếp hạng cao nhất | Vị trí xếp hạng cao nhất | Vị trí xếp hạng cao nhất | Vị trí xếp hạng cao nhất | Vị trí xếp hạng cao nhất | Doanh số                          | Chứng nhận                                                                                       |
| Tên                                                                           | Chi tiết                                                                                          | Mỹ                       | Úc                       | Áo                       | Canada                   | Phần Lan                 | Đức                      | Ireland                  | Hà Lan                   | New Zealand              | Anh                      | Doanh số                          | Chứng nhận                                                                                       |
| ----------------------------------------------------------------------------- | ------------------------------------------------------------------------------------------------- | ------------------------ | ------------------------ | ------------------------ | ------------------------ | ------------------------ | ------------------------ | ------------------------ | ------------------------ | ------------------------ | ------------------------ | --------------------------------- | ------------------------------------------------------------------------------------------------ |
| All We Know Is Falling                                                        | - Phát hành: 26 tháng 7 năm 2005 - Hãng đĩa: Fueled by Ramen - Định dạng: CD, LP, tải kỹ thuật số | —                        | —                        | —                        | —                        | —                        | —                        | —                        | —                        | —                        | 51                       | - Mỹ: 530,000                     | - Mỹ: Vàng - Úc: Vàng - Anh: Vàng                                                                |
| Riot!                                                                         | - Phát hành: 12 tháng 6 năm 2007 - Hãng đĩa: Fueled by Ramen - Định dạng: CD, LP, tải kỹ thuật số | 15                       | 47                       | 66                       | —                        | 26                       | 63                       | 53                       | 61                       | 15                       | 24                       | - Mỹ: 1,450,000                   | - Mỹ: Bạch kim - Úc: Vàng - Anh: Vàng - Canada: Vàng - Ireland: Bạch kim - New Zealand: Vàng     |
| Brand New Eyes                                                                | - Phát hành: 29 tháng 9 năm 2009 - Hãng đĩa: Fueled by Ramen - Định dạng: CD, LP, tải kỹ thuật số | 2                        | 1                        | 6                        | 3                        | 5                        | 7                        | 1                        | 23                       | 1                        | 1                        | - Mỹ: 762,000                     | - Mỹ: Vàng - Úc: Bạch kim - Anh: Bạch kim - Canada: Vàng - Ireland: Bạch kim - New Zealand: Vàng |
| Paramore                                                                      | - Phát hành: 9 tháng 4 năm 2013 - Hãng đĩa: Fueled by Ramen - Định dạng: CD, LP, tải kỹ thuật số  | 1                        | 1                        | 13                       | 3                        | 10                       | 8                        | 1                        | 18                       | 1                        | 1                        | - Mỹ: 350,000 - Toàn cầu: 750,000 | - Úc: Vàng - Anh: Vàng - New Zealand: Vàng                                                       |
| "—" Album không có mặt trên bảng xếp hạng hoặc không phát hành ở quốc gia đó. |                                                                                                   |                          |                          |                          |                          |                          |                          |                          |                          |                          |                          |                                   |                                                                                                  |

### Album trực tiếp
| Live in the UK 2008                                                           | - Phát hành: 30 tháng 1 năm 2008 - Hãng đĩa: Fueled by Ramen - Định dạng: CD, tải kỹ thuật số                | —  | —  | —  | —   |                               |
| The Final Riot!                                                               | - Phát hành: 25 tháng 11 năm 2008 - Hãng đĩa: Fueled by Ramen - Định dạng: CD, DVD, Blu-ray, tải kỹ thuật số | 87 | 38 | 31 | 153 | - Mỹ: Vàng - Canada: Bạch kim |
| "—" Album không có mặt trên bảng xếp hạng hoặc không phát hành ở quốc gia đó. | |    |    |    |     |                               |

### Đĩa mở rộng
| Tên                   | Chi tiết                                                                                      |
| --------------------- | --------------------------------------------------------------------------------------------- |
| The Summer Tic EP     | - Phát hành: 2 tháng 8 năm 2006 - Hãng đĩa: Fueled by Ramen - Định dạng: CD, tải kỹ thuật số  |
| 2010 Summer Tour EP   | - Phát hành: 10 tháng 8 năm 2010 - Hãng đĩa: Fueled by Ramen - Định dạng: CD, tải kỹ thuật số |
| The Only Exception EP | - Phát hành: 28 tháng 9 năm 2010 - Hãng đĩa: Fueled by Ramen - Định dạng: CD, tải kỹ thuật số |

### Hộp đĩa
| Tên          | Chi tiết                                                                                       |
| ------------ | ---------------------------------------------------------------------------------------------- |
| Singles Club | - Phát hành: 14 tháng 12 năm 2011 - Hãng đĩa: Fueled by Ramen - Định dạng: Tải kỹ thuật số, LP |

### Xuất hiện khác
| Năm  | Bài hát                                  | Album                                      |
| ---- | ---------------------------------------- | ------------------------------------------ |
| 2006 | "Emergency"                              | Warped Tour 2006 Tour Compilation          |
| 2007 | "This Circle"                            | Warped Tour 2007 Tour Compilation          |
| 2008 | "Misery Business"                        | Music from Degrassi: The Next Generation   |
| 2008 | "Decode"                                 | Twilight                                   |
| 2008 | "I Caught Myself"                        | Twilight                                   |
| 2011 | "For a Pessimist, I'm Pretty Optimistic" | Warped Tour 2011 Tour Compilation          |
| 2011 | "Monster"                                | Transformers: Dark of the Moon – The Album |

## Đĩa đơn
| Tên                                                                             | Năm  | Vị trí xếp hạng cao nhất | Vị trí xếp hạng cao nhất | Vị trí xếp hạng cao nhất | Vị trí xếp hạng cao nhất | Vị trí xếp hạng cao nhất | Vị trí xếp hạng cao nhất | Vị trí xếp hạng cao nhất | Vị trí xếp hạng cao nhất | Vị trí xếp hạng cao nhất | Vị trí xếp hạng cao nhất | Chứng nhận                                                                     | Album                          |
| Tên                                                                             | Năm  | Mỹ                       | Mỹ Alt.                  | Úc                       | Áo                       | Canada                   | Phần Lan                 | Đức                      | New Zealand              | Ireland                  | Anh                      | Chứng nhận                                                                     | Album                          |
| ------------------------------------------------------------------------------- | ---- | ------------------------ | ------------------------ | ------------------------ | ------------------------ | ------------------------ | ------------------------ | ------------------------ | ------------------------ | ------------------------ | ------------------------ | ------------------------------------------------------------------------------ | ------------------------------ |
| "Pressure"                                                                      | 2005 | —                        | —                        | —                        | —                        | —                        | —                        | —                        | —                        | —                        | —                        |                                                                                | All We Know Is Falling         |
| "Emergency"                                                                     | 2006 | —                        | —                        | —                        | —                        | —                        | —                        | —                        | —                        | —                        | —                        |                                                                                | All We Know Is Falling         |
| "All We Know"                                                                   | 2006 | —                        | —                        | —                        | —                        | —                        | —                        | —                        | —                        | —                        | —                        |                                                                                | All We Know Is Falling         |
| "Misery Business"                                                               | 2007 | 26                       | 3                        | 65                       | —                        | 67                       | —                        | 79                       | —                        | —                        | 17                       | - Mỹ: Bạch kim                                                                 | Riot!                          |
| "Hallelujah"                                                                    | 2007 | —                        | —                        | —                        | —                        | —                        | —                        | —                        | —                        | —                        | 139                      |                                                                                | Riot!                          |
| "Crushcrushcrush"                                                               | 2007 | 54                       | 4                        | —                        | —                        | —                        | 4                        | —                        | 32                       | —                        | 61                       | - Mỹ: Vàng                                                                     | Riot!                          |
| "That's What You Get"                                                           | 2008 | 66                       | 36                       | —                        | —                        | 92                       | —                        | —                        | 35                       | —                        | 55                       | - Mỹ: Vàng                                                                     | Riot!                          |
| "Decode"                                                                        | 2008 | 33                       | 5                        | 12                       | 59                       | 48                       | 9                        | 47                       | 15                       | —                        | 52                       | - Mỹ: Bạch kim - Úc: Bạch kim - New Zealand: Vàng                              | Twilight                       |
| "Ignorance"                                                                     | 2009 | 67                       | 7                        | 35                       | 17                       | 96                       | —                        | 42                       | 32                       | 49                       | 14                       | - Mỹ: Vàng                                                                     | Brand New Eyes                 |
| "Brick by Boring Brick"                                                         | 2009 | —                        | 9                        | 85                       | —                        | —                        | —                        | —                        | 29                       | —                        | 85                       |                                                                                | Brand New Eyes                 |
| "The Only Exception"                                                            | 2010 | 24                       | —                        | 17                       | —                        | 25                       | —                        | 29                       | 13                       | 28                       | 31                       | - Mỹ: Bạch kim - Úc: Bạch kim - New Zealand: Vàng                              | Brand New Eyes                 |
| "Careful"                                                                       | 2010 | 78                       | 37                       | 89                       | —                        | —                        | —                        | —                        | —                        | —                        | 108                      |                                                                                | Brand New Eyes                 |
| "Playing God"                                                                   | 2010 | —                        | —                        | —                        | —                        | —                        | —                        | —                        | —                        | —                        | 103                      |                                                                                | Brand New Eyes                 |
| "Monster"                                                                       | 2011 | 36                       | 23                       | 56                       | —                        | 55                       | —                        | —                        | 23                       | —                        | 21                       |                                                                                | Transformers: Dark of the Moon |
| "Now"                                                                           | 2013 | —                        | 13                       | 86                       | —                        | —                        | —                        | —                        | —                        | —                        | 39                       |                                                                                | Paramore                       |
| "Still Into You"                                                                | 2013 | 24                       | —                        | 5                        | —                        | 58                       | —                        | —                        | 14                       | 6                        | 15                       | - Mỹ: Bạch kim - Úc: 2× Bạch kim - Anh: Bạc - Canada: Vàng - New Zealand: Vàng | Paramore                       |
| "Daydreaming"                                                                   | 2013 | —                        | —                        | —                        | —                        | —                        | —                        | —                        | —                        | —                        | —                        |                                                                                | Paramore                       |
| "Ain't It Fun"                                                                  | 2014 | 10                       | —                        | 32                       | —                        | 29                       | —                        | —                        | —                        | 55                       | 147                      |                                                                                | Paramore                       |
| "—" Đĩa đơn không có mặt trên bảng xếp hạng hoặc không phát hành ở quốc gia đó. |      |                          |                          |                          |                          |                          |                          |                          |                          |                          |                          |                                                                                |                                |

## Bài hát khác
| Tên           | Năm  | Vị trí xếp hạng cao nhất | Album          |
| Tên           | Năm  | Anh                      | Album          |
| ------------- | ---- | ------------------------ | -------------- |
| "Turn It Off" | 2009 | 150                      | Brand New Eyes |

## Video âm nhạc
| Tên                     | Năm  | Đạo diễn              |
| ----------------------- | ---- | --------------------- |
| "Pressure"              | 2005 | Shane Drake           |
| "Emergency"             | 2006 | Shane Drake           |
| "All We Know"           | 2006 | Dan Dobi              |
| "Misery Business"       | 2007 | Shane Drake           |
| "Hallelujah"            | 2007 | Big TV!               |
| "Crushcrushcrush"       | 2007 | Shane Drake           |
| "That's What You Get"   | 2008 | Marcos Siega          |
| "Decode"                | 2008 | Shane Drake           |
| "Ignorance"             | 2009 | Honey                 |
| "Brick By Boring Brick" | 2009 | Meiert Avis           |
| "The Only Exception"    | 2010 | Brandon Chesbro       |
| "Careful"               | 2010 | Brandon Chesbro       |
| "Playing God"           | 2010 | Brandon Chesbro       |
| "Monster"               | 2011 | Shane Drake           |
| "Now"                   | 2013 | Daniel "Cloud" Campos |
| "Still into You"        | 2013 | Isaac Rentz           |
| "Anklebiters"           | 2013 | Jordan Brune          |
| "Daydreaming"           | 2013 | Julian Acosta         |
| "Ain't It Fun"          | 2014 | Sophia Peer           |